# Stunt Car Racer
англ. Stunt Car Racer — видео-игра автосимулятор 4-го поколения, разработанная Geoff Crammond и опубликованная компанией MicroStyle в 1989 году. Гоночная трасса выполнена в простой 3D-графике. Версия игры для Amiga и Atari ST была представлена с улучшенной графикой. Игра поддерживала многопользовательский режим, в частности на Atari ST и Amiga при соединении компьютеров имелась возможность соревноваться между собой нескольким игрокам. В иных ситуациях требовалось подключение нуль-модемного кабеля. По разным рейтингам, игра Stunt Car Racer занимает 12-20 место среди лучших игр для Amiga.

## Геймплей
От других игр своего времени отличалась тем, что гонки впервые стали проходить на возвышенной гоночной трассе с 3D-визуализацией, а также отсутствием барьеров, не позволяющих в других играх машине вылететь из трассы. В игре присутствует физический движок, под действие которого попадает непосредственно сама машина игрока, давая повышенный эффект реалистичности. Если машина падает, игра не заканчивается, а машину поднимают обратно на цепях, таким образом игрок теряет много времени. Есть трассы разного уровня и сложности, можно использовать турбо-режим, который однако строго ограничен по времени в одной гонке. В игре присутствует таблица рейтинга, в которую включены 4 дивизиона с 3 гонщиками в каждом, включая игрока. В каждом дивизионе есть по 2 трассы, таким образом в игре их всего 8, с каждой новой игрой трассы становятся всё сложнее и непроходимее. Цель игрока заключается в том, чтобы выиграть в дивизионе, в котором во время одного сезона проводится 4 гонки. Во время гонки, игрок должен сделать 3 круга на трассе. Победителю присуждается 2 очка, а за быстрое время прохождения круга — 1 очко. В конце каждого сезона лучший гонщик попадает в высший дивизион, а худший — вылетает из команды.
Игрок рискует повредить автомобиль, если будет резко съезжать с возвышенности, падать, врезаться в стенку или другую машину или попадёт в щель. Повреждения отображается в виде трещин, исходящих из рамки в верхней части экрана, если их рост продлится до определённого момента, то машина сломается и гонка будет проиграна. Некоторые повреждения могут оставаться на машине и на следующих гонках до конца сезона.

## Развитие
- Участие в разработке игры принял Пит Кук, известный созданием более ранних 3D-игр.
- Позже версия Commodore 64 игры была модифицирована, с возможностью играть в неё без клавиатуры. Данная версия была доступна при покупке Commodore 64 Games System наряду с играми Rick Dangerous и Microprose Soccer.
- В 2003 году было объявлено о выпуске предстоящего сиквела игры[5], однако после этого никакой информации больше не поступало.

## Рецензии
| Награды        | Награды                      |
| Издание        | Награда                      |
| -------------- | ---------------------------- |
| Amstrad Action | 7 лучшая игра всего времени  |
| Your Sinclair  | 85 лучшая игра всего времени |
| Amiga Power    | 10 лучшая игра всего времени |

Игра получила в основном положительные отзывы и получила 3 награды. По данным голосования на портале YSinclair игра набрала 93 % положительных отзывов, в журнале CRASH — 87 % и 80 %, в AAction — 96 % и в журнале Micro Hobby — 98 %.